# عين الخضراء
عين الخضراء وهي مصيف وقرية سورية تقع غرب ريف دمشق على ضفاف نهر بردى في منطقة وادي بردى الشهيرة كمنطقة سياحة واصطياف بالقرب من دمشق، يمر بها قطار المصايف المعروف الذي ينطلق من دمشق ويمر في مناطق وادي بردى وسهل الزبداني وصولا إلى اعالي الجبال في الزبداني وسرغايا ، وعين الخضراء معروفة بجوها اللطيف الذي يجذب سكان العاصمة في الصيف إضافة للسياح من كل مكان يوجد بها عدد من تالمطاعم والاستراحات السياحية.